# Gouverneur de la Banque d'Algérie
Le gouverneur de la Banque d'Algérie (en arabe : محافظ بنك الجزائر) est le plus haut dirigeant de la Banque d'Algérie.
L'actuel titulaire du poste est Salah Eddine Taleb depuis le 24 mai 2022. 

## Liste des gouverneurs
| Gouverneur              | Début                                    | Fin              | Signature |
| ----------------------- | ---------------------------------------- | ---------------- | --------- |
| Seghir Mostefaï         | 28 décembre 1962                         | 30 juin 1981     |           |
| Mahfoud Aouﬁ            | 30 juin 1981                             | 31 octobre 1982  |           |
| Rachid Bouraoui         | 1er novembre 1982                        | 30 novembre 1985 |           |
| Bader-Eddine Nouioua    | 1er décembre 1985,                       | 1989             |           |
| Abderrahmane Hadj-Nacer | 1989                                     | 1992             |           |
| Abdelouahab Keramane    | 1992                                     | 2001             |           |
| Mohamed Laksaci         | 2001                                     | 31 mai 2016      |           |
| Mohamed Loukal          | 31 mai 2016                              | 31 mars 2019     |           |
| Amar Hiouani (intérim)  | 20 avril 2019                            | 14 novembre 2019 |           |
| Aïmen Benabderrahmane   | 14 novembre 2019                         | 23 juin 2020     |           |
| Rosthom Fadli           | 23 juin 2020 (intérim) 15 septembre 2020 | 23 mai 2022      |           |
| Salah Eddine Taleb      | 24 mai 2022                              | présent          |           |